# Amstenrade
Amstenrade (Limburgs: Austroa) is een kerkdorp in het zuiden van Nederlands Limburg, behorend tot de gemeente Beekdaelen. Tot 1982 was Amstenrade een zelfstandige gemeente, daarna was het tot 2019 onderdeel van de gemeente Schinnen.
Het dorp ligt ten westen van Brunssum en ten noorden van Hoensbroek. Vanouds valt onder het dorp Amstenrade ook de buurtschap Hommert. Deze ligt grotendeels in de gemeente Beekdaelen, maar gedeeltelijk in de gemeente Heerlen.

## Etymologie
Oudere vormen van de plaatsnaam zijn Osterode (1223), Anstenroden (1274), Anstenrode (1298) en Amstenraedt (1840). De identificatie van de eerstgenoemde vorm wordt betwijfeld, daar geen van de later genoemde vormen deze ondersteunt. Het voorste deel van de naam bevat de persoonsnaam Ansto, het tweede bevat het in vele plaatsnamen voorkomende rode, oftewel ‘rooiing, ontginning’.

## Geschiedenis
Amstenrade wordt, zover bekend, voor het eerst genoemd in een acte uit 1274, die verband hield met de benoeming van de geestelijkheid van de kapel van Amstenrade.
In 1319 ging Amstenrade als leen behoren tot het kathedrale kapittel van Luik en weer later behoorde de plaats tot het Land van Valkenburg. Ondanks dat het een eigen dorpsraad had, viel het rechtstreeks onder de Schepenbank van Oirsbeek. Amstenrade kreeg onder graaf Arnold V Wolfgang Huyn van Geleen een bestuurlijke functie over het graafschap Geleen-Amstenrade. In 1767 vielen dorp en kasteel door verkoop en huwelijk toe aan de grafelijke familie De Marchant et d’Ansembourg. Na een aantal turbulente periodes zou het uiteindelijk vanaf de Franse tijd als zelfstandige gemeente verdergaan, tot aan de gemeentelijke herindeling van 1982 toe.
In 1609 werd de schepenbank van Oirsbeek, bestaande uit Oirsbeek, Amstenrade, Bingelrade en Merkelbeek door de Spaanse regering verkocht aan Arnold III Huyn van Geleen. Vanaf 1557 was deze bank reeds verheven tot heerlijkheid en werd deze verpand. In 1664 ging de heerlijkheid Oirsbeek op in het graafschap Geleen en Amstenrade. Dit graafschap bleef echter onderdeel van de Spaanse, na 1715 Oostenrijkse Nederlanden, waardoor het katholicisme er de enige toegestane godsdienst was. Protestanten konden in de naburige schepenbank Heerlen, dat tot Staats-Overmaas behoorde, ter kerke gaan.

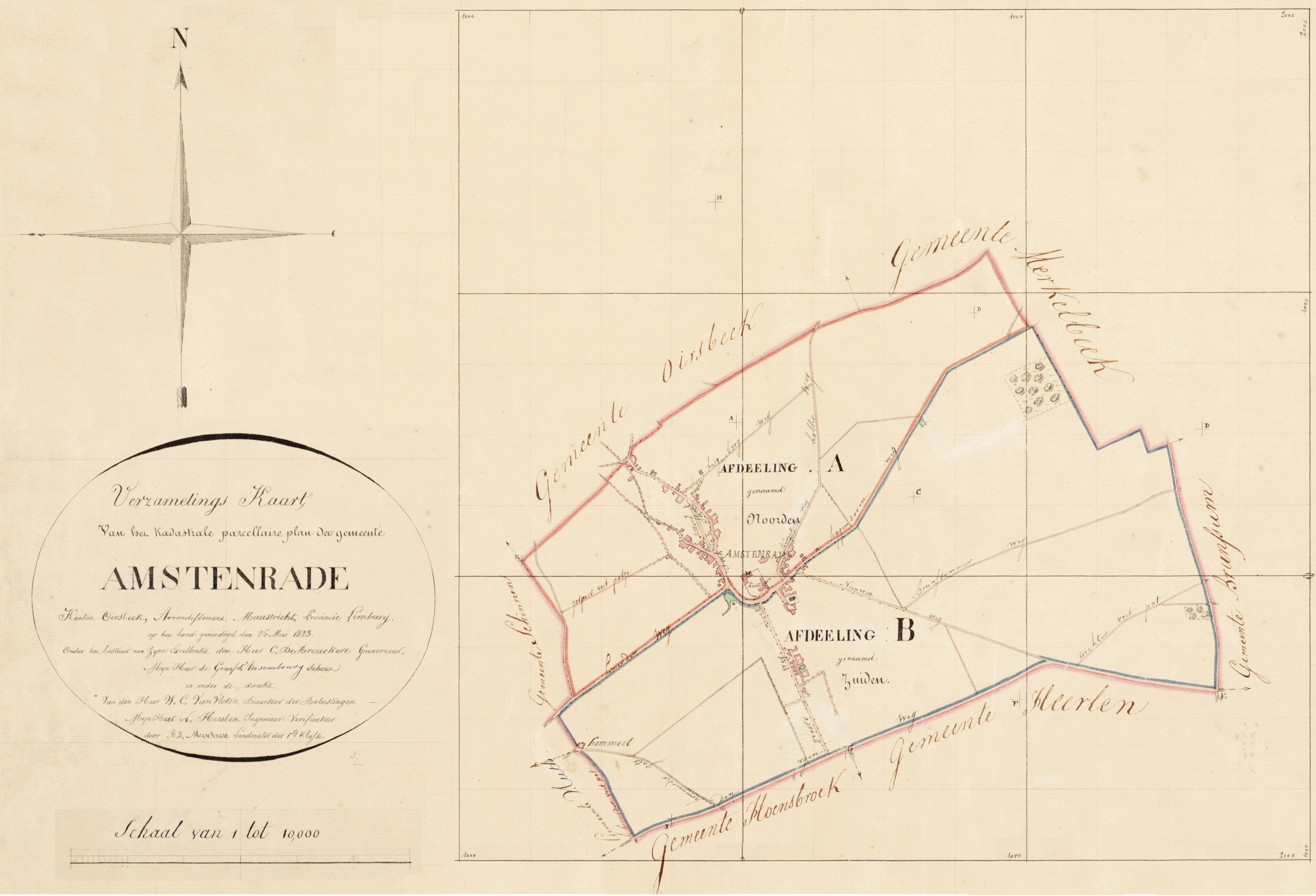
Kadasterkaart gemeente Amstenrade (1823)

In 1796, aan het einde van de ancien régime, werd Amstenrade een zelfstandige commune binnen de Eerste Franse Republiek, later Eerste Franse Keizerrijk. Na 1814 werd het een Nederlandse gemeente; van 1830 tot 1839 korte tijd een Belgische gemeente. RKSP-politicus (later NSB'er) Max de Marchant et d'Ansembourg, kasteelheer van Amstenrade, was in de jaren 1920 en 1930 burgemeester van Amstenrade. Tijdens de Tweede Wereldoorlog was hij enige tijd gouverneur, destijds commissaris van de provincie Limburg.

De gemeente Amstenrade ging bij de gemeentelijke herindeling per 1 januari 1982 op in de gemeente Schinnen. In 2019 ging deze gemeente op zijn beurt weer op in de gemeente Beekdaelen.

## Erfgoed en bezienswaardigheden

### Belangrijkste monumenten en beschermd dorpsgezicht
- Het belangrijkste monument in Amstenrade is het kasteel Amstenrade, het familiekasteel van de familie De Marchant et d'Ansembourg, met een uitgestrekte Engelse tuin, een kasteelhoeve en omringende landerijen. Het laat-18e-eeuwse kasteel is ontworpen door Barthélemy Digneffe en is een rijksmonument. Het kasteel wordt particulier bewoond en is niet toegankelijk; het park wel.
- Vlak bij het kasteel ligt de parochiekerk O.L. Vrouw Onbevlekt Ontvangen. De neogotische kerk met twee torens dateert uit 1852-1856 en werd ontworpen door architect Carl Weber. Het was een van de eerste neogotische kerken in Limburg.
- De oude kern van Amstenrade rondom het kasteel en de kerk is een door het Rijk beschermd dorpsgezicht (met een latere uitbreiding).

- Enkele historische boerderijen waarvan de oudste, aan Oudestraat 5, uit 1774 stamt.
- Vlak bij het kasteel ontwikkelde zich de dorpskern. Behalve de kerk bevinden zich aan het kerkpleintje de pastoorsboerderij, de burgemeesterswoning en een dorpsherberg. Andere karakteristieke panden in deze omgeving zijn de pastorie, de dorpsschool, een klooster en villa De Streek. Op het kerkplein ("Aan de Kerk") is onlangs de karakteristieke schaduwrijke laan deels vernieuwd: de oude paardenkastanjes zijn om en om gerooid en door jonge bomen vervangen.
- De wegen rondom kasteel Amstenrade leiden aanvankelijk alle, zoals de stralen van een ster, naar het kasteel als markant middelpunt. In de huidige wegenstructuur is het stervormig patroon nog te herkennen, ondanks latere woningbouw en wegenaanleg. De Poststraat en de Putstraat zijn oude verbindingswegen naar Sittard en Oirsbeek. Aan de Poststraat staan twee oude wegkruizen.

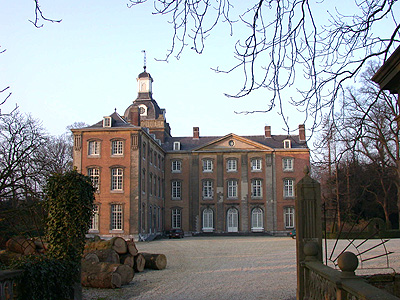
Kasteel Amstenrade
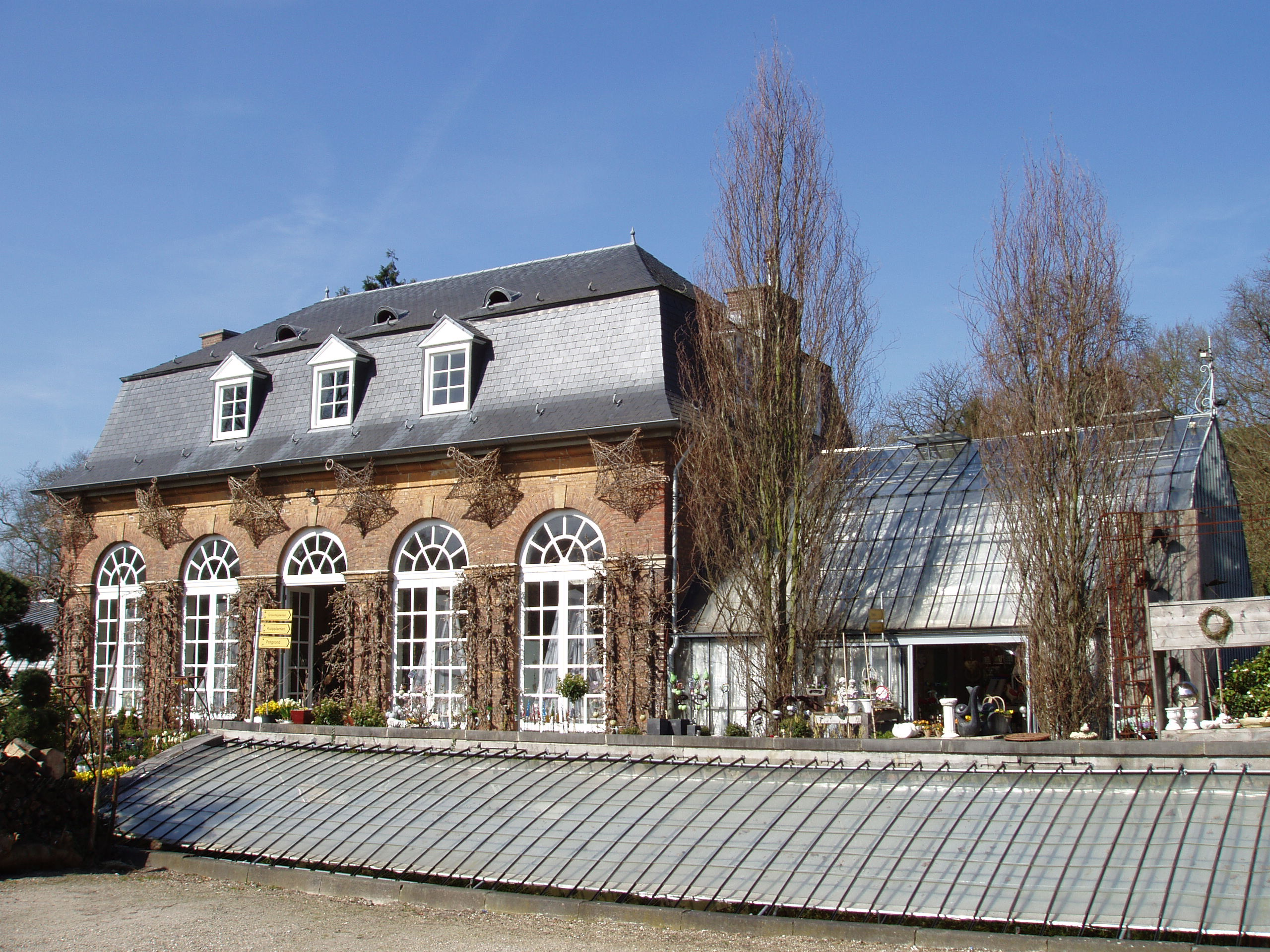
Oranjerie en kassen
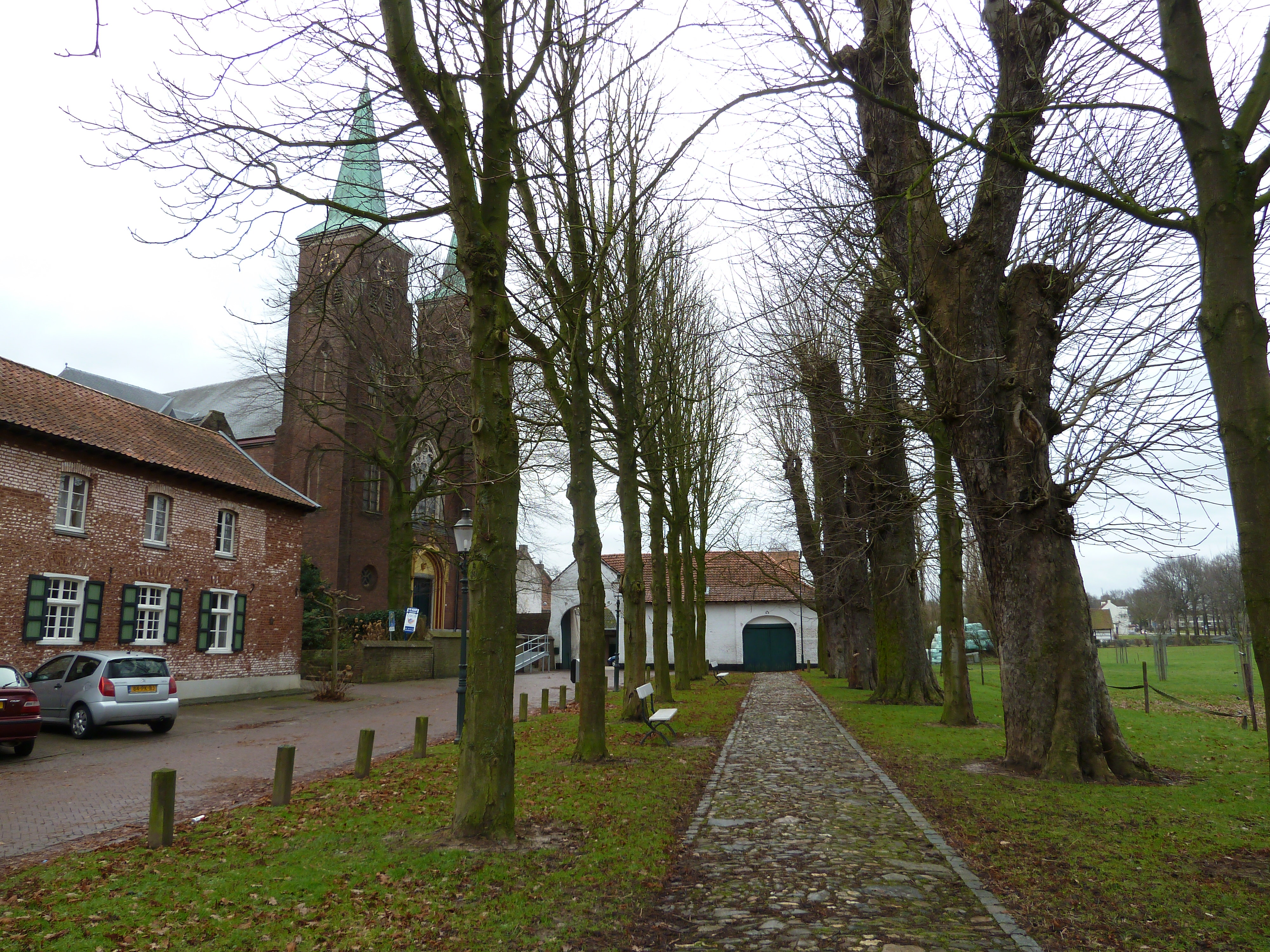
Aan de kerk
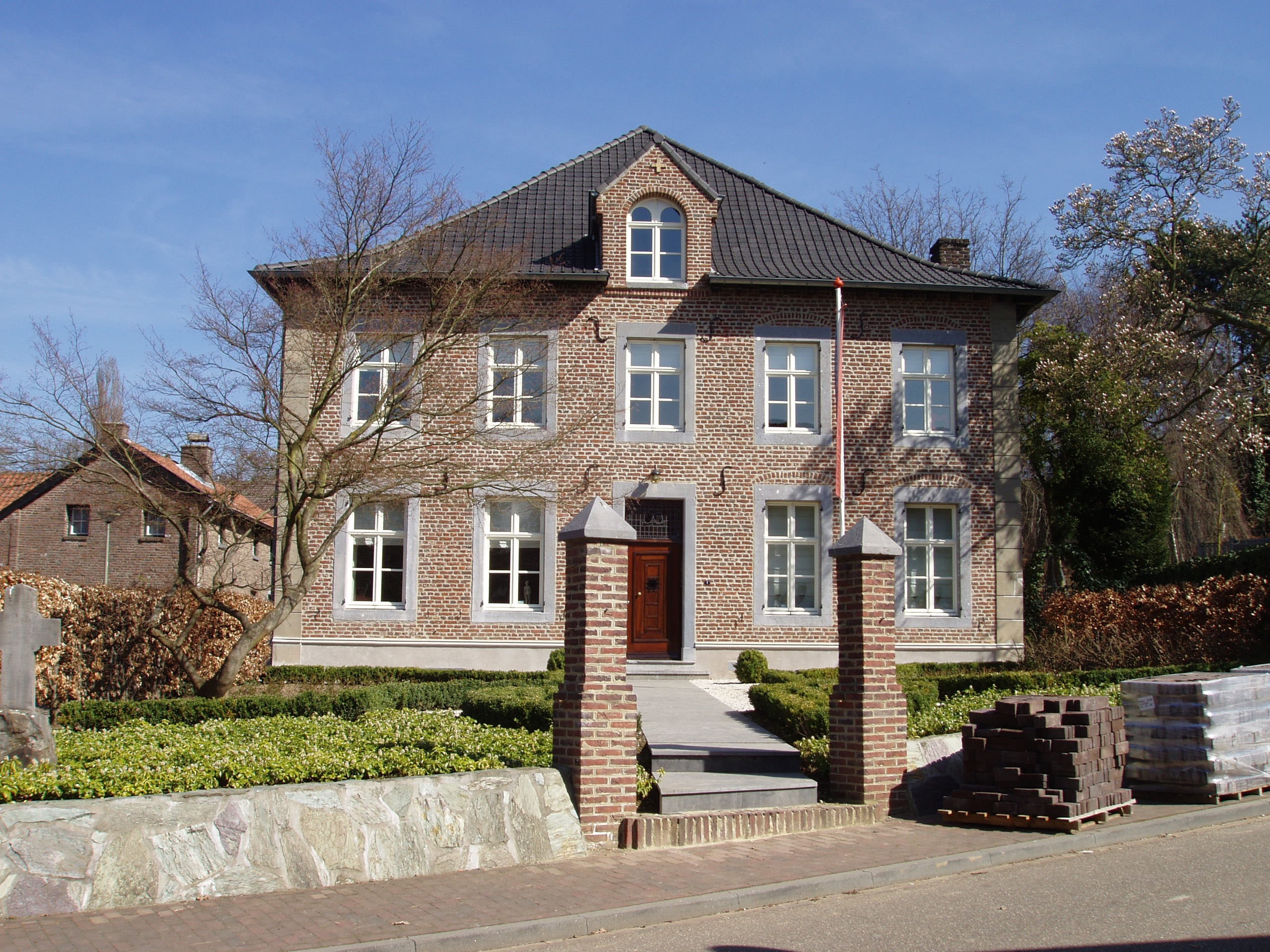
Kloosterberg
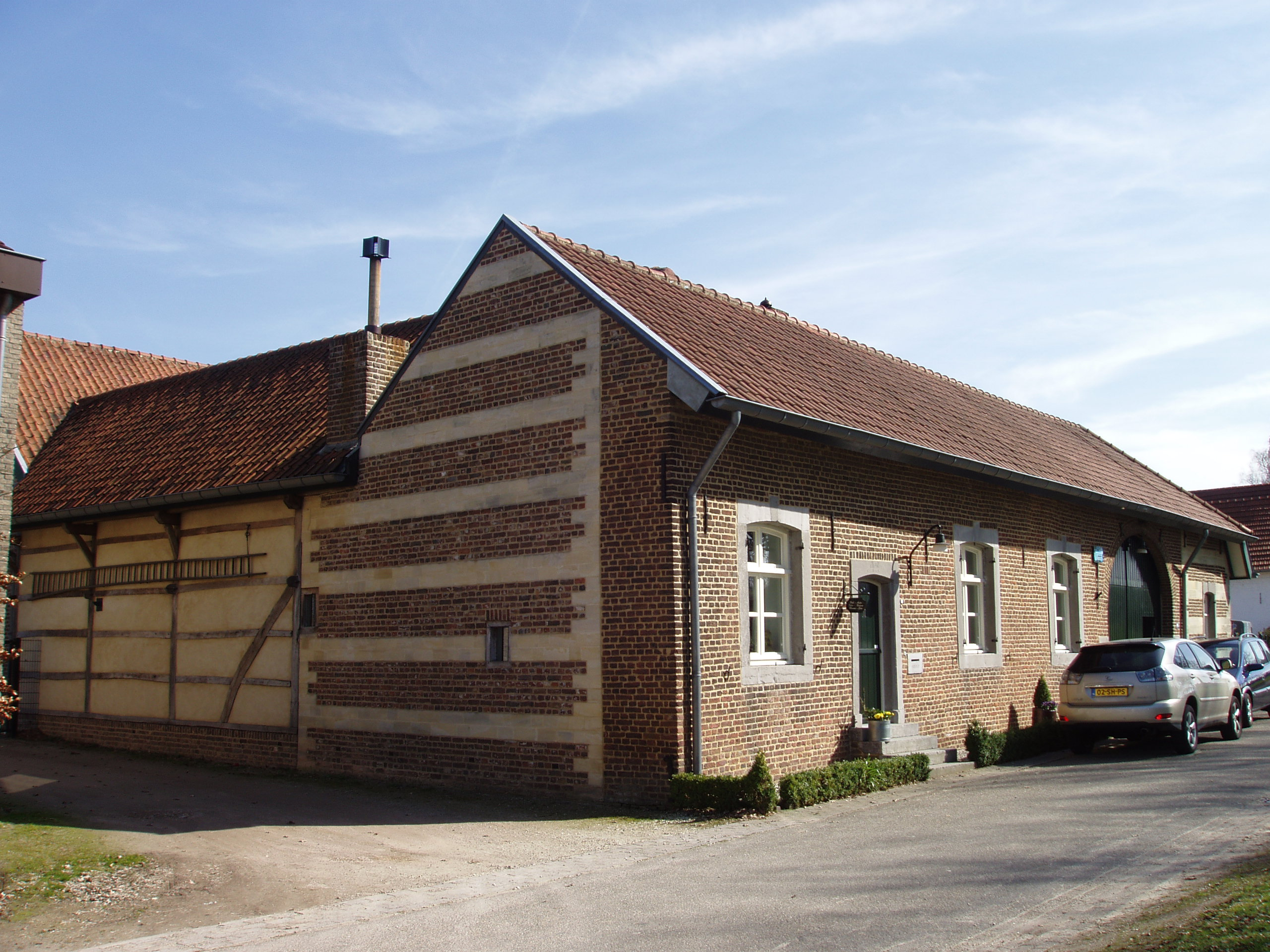
Oudestraat
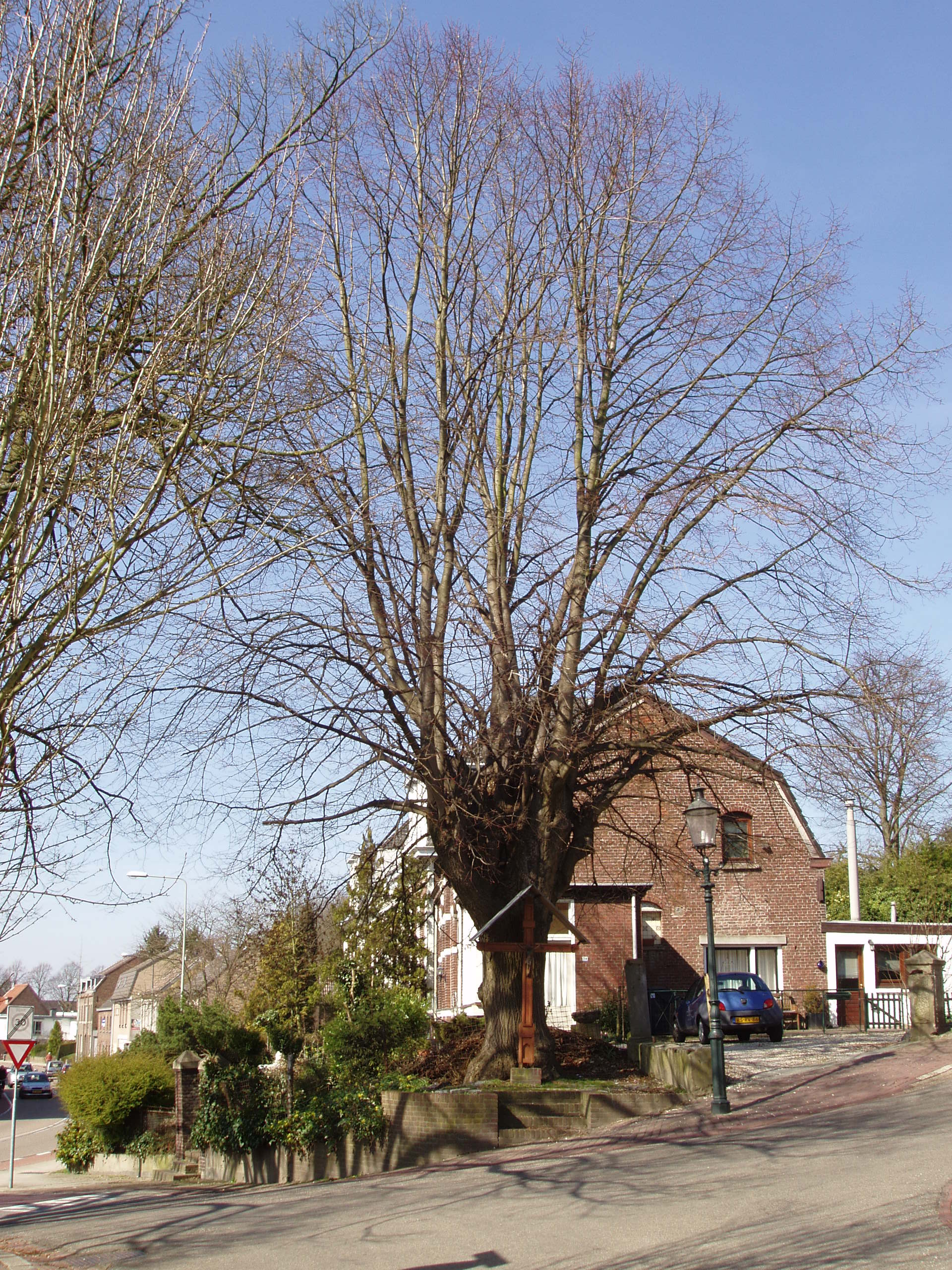
Poststraat (noord)
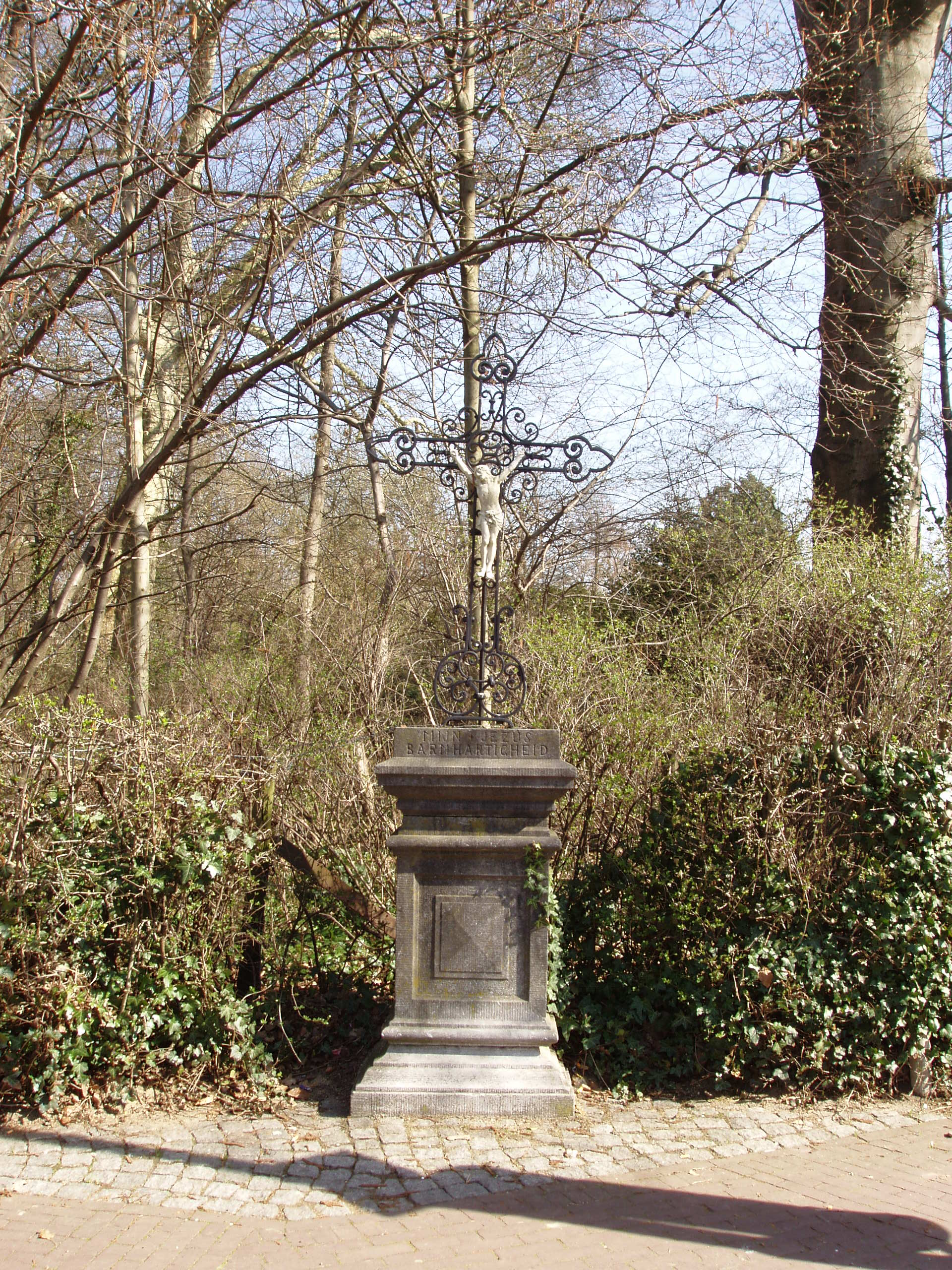
Poststraat (zuid)

## Natuur en landschap
Amstenrade ligt in het Kakkertdal dat insnijdt in het Plateau van Doenrade, op een hoogte van ongeveer 95 meter. In zuidoostelijke richting strekt de bebouwing van de Oostelijke Mijnstreek zich uit, met de steden Hoensbroek en Brunssum. Verder wordt het plateau gekenmerkt door landbouw. Als natuurgebied is het kasteelpark van Kasteel Amstenrade van belang.